# Jack's Place
Jack's Place è una serie televisiva statunitense in 19 episodi di cui 18 trasmessi per la prima volta nel corso di 2 stagioni dal 1992 al 1993.
È una serie drammatica a sfondo romantico incentrata sulle vicende di un musicista jazz in pensione di nome Jack Evans (Hal Linden), che gestisce un ristorante dove sbocciano diverse storie d'amore. La cameriera, Chelsea, è interpretata da Finola Hughes e il barista Greg da John Dye.

## Personaggi e interpreti

### Personaggi principali
- Jack Evans (18 episodi, 1992-1993), interpretato da Hal Linden.
- Greg Toback (18 episodi, 1992-1993), interpretato da John Dye.
- Chelsea Duffy (18 episodi, 1992-1993), interpretata da Finola Hughes.

### Personaggi secondari
- Elodie Rayburn (4 episodi, 1993), interpretato da Amanda Peterson.
- Stu (2 episodi, 1992-1993), interpretato da Marc Grapey.
- George Lazlo (2 episodi, 1992-1993), interpretato da Nicholas Pryor.
- Manager (2 episodi, 1992), interpretato da Charles Carroll.
- Santoro the Great (2 episodi, 1993), interpretato da Joel Brooks.
- Manfred (2 episodi, 1993), interpretato da Tony DiBenedetto.
- Taj O'Donnell (2 episodi, 1993), interpretato da Richard Leacock.
- Salina (2 episodi, 1993), interpretata da Erica Yohn.

## Produzione
La serie fu ideata da Amy Holden Jones.

### Registi
Tra i registi sono accreditati:
- Kristoffer Tabori in 3 episodi (1992-1993)
- Helaine Head in 2 episodi (1992-1993)
- Charles Siebert in 2 episodi (1992-1993)
- Miles Watkins in 2 episodi (1992-1993)
- Paul Lazarus in 2 episodi (1993)

### Sceneggiatori
Tra gli sceneggiatori sono accreditati:
- Dave Alan Johnson in 3 episodi (1992-1993)
- Michael Pavone in 3 episodi (1992-1993)
- David Tyron King

## Distribuzione
La serie fu trasmessa negli Stati Uniti dal 26 maggio 1992 al 13 luglio 1993 sulla rete televisiva ABC. È stata distribuita anche in Spagna con il titolo Barra libre.

## Episodi
| Stagione         | Episodi | Prima TV USA |
| ---------------- | ------- | ------------ |
| Prima stagione   | 6       | 1992         |
| Seconda stagione | 13      | 1993         |